# باز نواری
باز نواری (نام علمی: Morphnarchus princeps) نام یک گونه از تیره بازان است.